# Byrsonima oblanceolata
Byrsonima oblanceolata är en tvåhjärtbladig växtart som beskrevs av Franz Josef Niedenzu. Byrsonima oblanceolata ingår i släktet Byrsonima och familjen Malpighiaceae. Inga underarter finns listade i Catalogue of Life.